# Municipio de Des Moines (Minnesota)
El municipio de Des Moines (en inglés: Des Moines Township) es un municipio ubicado en el condado de Jackson en el estado estadounidense de Minnesota. En el año 2010 tenía una población de 232 habitantes y una densidad poblacional de 2,82 personas por km².

## Geografía
El municipio de Des Moines se encuentra ubicado en las coordenadas 43°38′4″N 95°3′44″O / 43.63444, -95.06222. Según la Oficina del Censo de los Estados Unidos, el municipio tiene una superficie total de 82.34 km², de la cual 80,64 km² corresponden a tierra firme y (2,06 %) 1,69 km² es agua.

## Demografía
Según el censo de 2010, había 232 personas residiendo en el municipio de Des Moines. La densidad de población era de 2,82 hab./km². De los 232 habitantes, el municipio de Des Moines estaba compuesto por el 99,57 % blancos, el 0,43 % eran asiáticos. Del total de la población el 0,43 % eran hispanos o latinos de cualquier raza.